# الطريق الأوروبي E79
الطريق الأوروبي E79 هو طريق من شبكة الطرق الأوروبية الدولية. يبدأ في ميشكولتس بالمجر وينتهي في ثيسالونيكي باليونان، ويمر أيضًا عبر رومانيا وبلغاريا. يبلغ طول الطريق 1300 كم (810 ميل).